# Partit Valencià Nacionalista
El Partit Valencià Nacionalista (PVN; 'Partido Valenciano Nacionalista') es un partido nacionalista de la Comunidad Valenciana.

## Historia
Nació de una escisión producida procedente de la Unitat del Poble Valencià (UPV) durante el V Congreso de esta formación, de resultas del pacto electoral de esta formación con EUPV y del debate ideológico interno. En aquel congreso, un grupo de militantes organizados bajo el nombre de Asamblea de Almusafes presentó una enmienda a la totalidad de la ponencia oficial. En esta enmienda se propugnaba que UPV se constituirá en referente nacionalista interclasista en la Comunidad Valenciana. La enmienda no prosperó, las negociaciones por la formación de una nueva dirección se rompieron, y se produjo la escisión.
El PVN celebró tres congresos ordinarios, el último de ellos en 1997. Durante casi todo el período estuvo liderado por la concejala de Oliva y actual secretaria de organización del Bloc Nacionalista Valencià, Pepa Chesa.

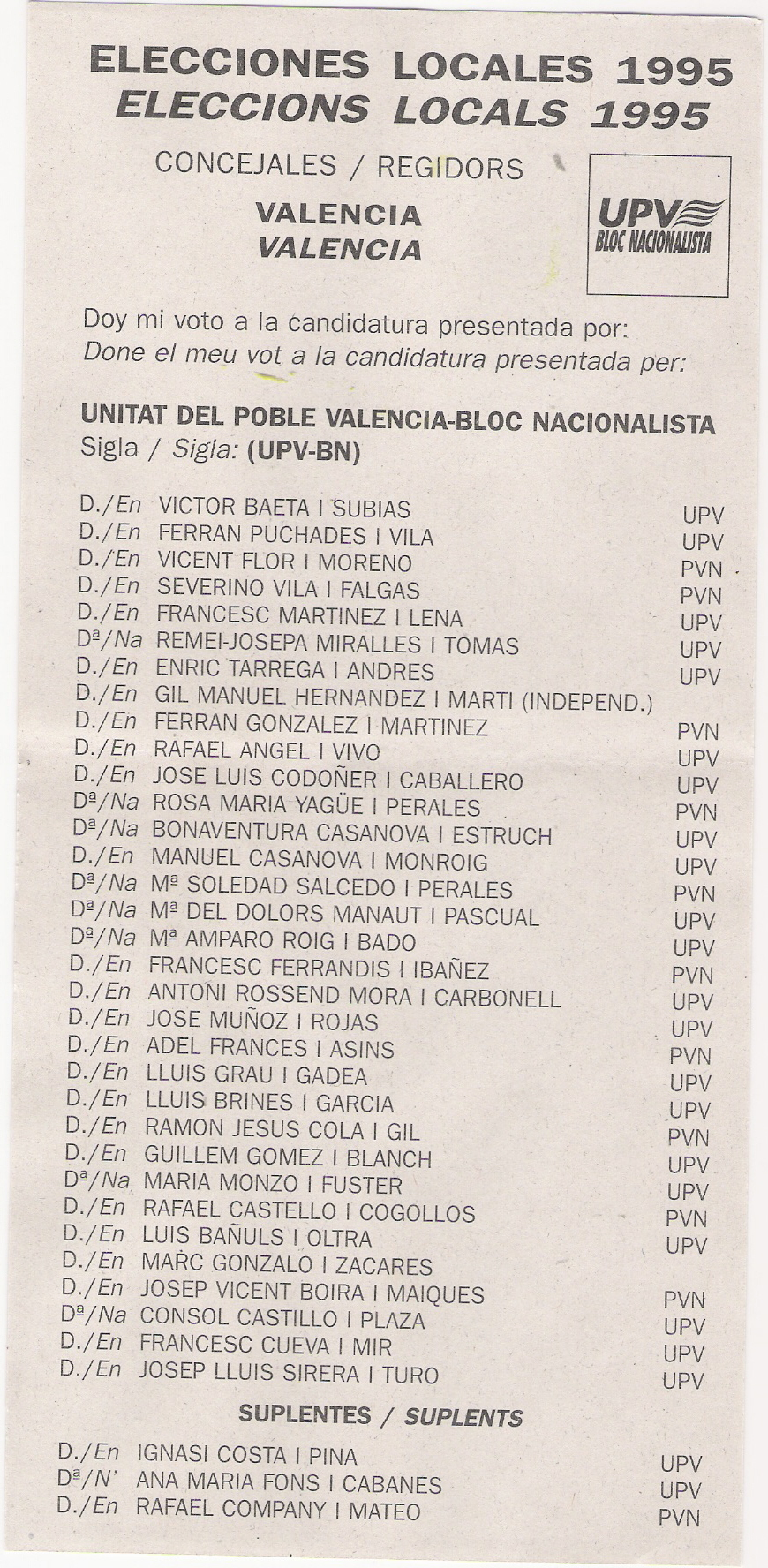
Papeleta electoral de la coalición UPV BN a las elecciones municipales de 1995 en el municipio de Valencia. La lista incluye candidatos del PVN.

Durante 1993 y 1994, el PVN participó en las negociaciones por la conformación de una proyectada Convergencia Democrática Valenciana, junto a sectores que nunca se habían acercado al discurso nacionalista de corte fusteriano: Esquerra Nacionalista Valenciana (ENV), Unió Valenciana (UV), un sector liderado por Rafael Blasco y otros grupos. Las negociaciones acabaron cuando UV intentó forzar una declaración lingüística secesionista con respecto del catalán.
El PVN nunca se presentó en solitario a unas elecciones no locales, dada su escasa dimensión y por no restar el voto nacionalista a Unitat del Poble Valencià. En las elecciones municipales de 1991 el PVN obtuvo 5545 votos (el 0,28 %) y 10 regidores, destacando la presencia en los cuatro municipios donde la Assemblea d'Almussafes tenía más presencia (Almusafes, Benifayó, Ibi y Oliva). En 1995 se presentó a las elecciones autonómicas en coalición con Unitat del Poble Valencià, Nacionalistes de Alcoi, el Bloc de Monòver y otros grupos, en la candidatura UPV-Bloc Nacionalista. En 1998 se formó la coalición Bloc Nacionalista Valencià, en la que se integró. En las elecciones autonómicas de 1999 se presentó en la coalición, y forma parte de la federación del mismo nombre desde su congreso fundacional en el año 2000.